# Morali Seyyed Ali Effendi
 (mars 2018).
Si vous disposez d'ouvrages ou d'articles de référence ou si vous connaissez des sites web de qualité traitant du thème abordé ici, merci de compléter l'article en donnant les références utiles à sa vérifiabilité et en les liant à la section « Notes et références ».
Morali Seyyed Ali Effendi (en turc : Moralı Seyyid Ali Efendi ; né en 1757 et mort le 6 juillet 1809) était un diplomate ottoman. Il fut le premier ambassadeur du gouvernement ottoman en France de 1797 à 1802.

## Biographie
Ayant déjà exercé la fonction d'ambassadeur au Royaume-Uni et en Prusse pour le compte de la Sublime Porte, il est envoyé en France pour développer les relations franco-ottomanes et tâcher de gagner le soutien du Directoire contre la Russie.
Le 26 mars 1797, accompagné d’une suite de dix-huit personnes, il embarque à bord d'un navire en direction de Marseille où il est accueilli en grande pompe. Après son arrivée à Paris le 13 juillet 1797 (25 messidor de l'an V), il reçoit une très grande attention aussi bien de Napoléon Bonaparte et de son entourage que du peuple lui-même. Cependant, les années suivantes voient les relations franco-ottomanes se tendre à cause de l’expédition en Égypte — formellement une province ottomane — qui mécontente les Ottomans et provoque l'incarcération du consul français à Constantinople dans la forteresse des Sept-Tours. En conséquence, Ali Effendi fut maintenu sous résidence surveillée.
Après son retour en Turquie en 1802, il se consacre à l'écriture et s'enrôle dans la marine. C'est dans ce dernier rôle qu'il tombe dans le tumulte de la révolte de 1808 des janissaires. Il prend la fuite, d'abord vers Yeşilköy puis en Roumélie. Peu après, il est décapité et sa tête envoyée à Istanbul.
À la suite de ses observations en France, il publie un des premiers journaux périodiques ottomans auquel il donne son nom (Moralı Esseyyid Ali Efendi Mecmuası).